# 宝寿院 (和歌山県高野町)
宝寿院（寳壽院、ほうじゅいん）は、和歌山県伊都郡高野町高野山にある仏教寺院。高野山真言宗・大本山。

## 概要
本尊は大日如来。
宝寿院は、高野山真言宗総本山・金剛峯寺の建物を模して作られている。金剛峯寺が災害などで使えなくなった場合は、復旧するまでの間、宝寿院に高野山真言宗の総本山を置くことになっている。これは高野山真言宗の宗務が、一日たりとも滞らないようにするなどの理由がある。
院内には、高野山真言宗僧侶の育成を目的とする高野山専修学院（こうやさん・せんしゅうがくいん）が置かれている。
国宝として唐代の「文館詞林残巻」（1巻）を所蔵する。
門主・仲下瑞法

## 所在地
和歌山県伊都郡高野町高野山223

## 歴史
宝寿院は、もとは無量寿院（無量壽院）と称されていた。無量寿院は、1016年（長和5年）（『続風土記』では長元4 - 6年（1031年 - 1033年）頃とする）に深覚僧正が開基となり創建された。深覚（じんがく）は藤原師輔の子で天暦9年（西暦955年頃）に生まれている。
室町時代には、長覚尊師は不二門教学、宝性院（寳性院）の宥快法印は而二門教学を確立した。このことが南山教学がさらに発展していく契機となり、無量寿院と宝性院は高野山山内の塔頭寺院の中では、高い格式が与えられた。ともに門主寺と呼ばれて、江戸時代に全盛を迎えた。
1913年（大正2年）6月、高野山内に大師教会本部を設立するために、大師教会本部が建設される土地にあった宝性院を無量寿院に合併し、寺号を宝寿院とした。高岡隆心大僧正が初代の門主に就任した。
1839年（天保10年）に本堂が焼失。その後長らく再建されなかったが、1970年（昭和45年）に本堂が新築された。
1973年（昭和48年）、大本山に昇格。

## 高野山専修学院
1922年（大正11年）4月、真言行者の実修実行のために、宝寿院に高野山修道院を設立した。1932年（昭和7年）には高野山勧学寮を併設。1943年（昭和18年）に組織改編よる合併を行い、高野山専修学院と改称した。
1987年（昭和62年）、教室棟・寮棟・会下を新築し、施設の充実を図った。
院生は高野山真言宗の僧侶となるべく、定められた規則と時間の下で4月上旬から一年間（実際には約280日間）、男性のみの全寮制（基本的に二人で一部屋）で修行生活を送ることになる（尼僧となることを希望する女性は別場所にある尼僧部で加行のみを行う）。7月下旬から9月上旬と12月下旬から1月中旬の休暇期間を除き、下山することは認められていない。一学期は声明や諸経、歴史などの講義（教学）が多くを占め、三学期は京都各派本山参拝や四国巡拝、各種作法の伝授等が中心となっており、それぞれ水曜日に一時間、日曜日に二時間の外出時間が設けられている。二学期は真言宗僧侶になるために必須である四度加行（しどけぎょう）を行うこととなっており、加行中には壇上参拝を除き外出は認められておらず、また院外との連絡も一切許可されていない。
設備として全自動トイレ・浴場・喫煙所・自動販売機・全自動洗濯機・洗濯乾燥機・公衆電話が備わっている。電化製品で院生の持ち込みが許可されているのは時計・電気スタンド・電気シェーバーのみ、持ち込み可能な書籍も仏教に関するもののみとなっており、規則違反をした場合には退学などの処分が下される。
定員は80名で、毎年10月から出願受付が始まり、11月に入学試験が行われる（近年では2月に二次募集も行われている）。入学の条件としては、(1)義務教育修了者及びこれと同等以上の学力ある者にして45歳未満の身心共に健康な男子（入れ墨・タトゥーは不可）で、(2)高野山真言宗の度牒証明書を有し、(3)高野山内の住職が保証人を引き受けていることが挙げられる。
2013年度から高野山大学との連携により、高野山大学の新2回生は院生として専修学院で授業を受けることで、大学の授業との単位互換が可能となっている。
山内寺院住職や金剛峯寺所属の僧侶以外では専修学院生のみが、御影堂での旧正御影供、山王院での月次法会、奥之院灯篭堂での萬燈会や総本山金剛峯寺での常楽会などの、高野山でも特に重要視される法会に出仕することができる。

### 歴代学院長
| 初代     | 高岡隆心 |
| 二代目   | 金山穆韶 |
| 三代目   | 森田龍僊 |
| 四代目   | 鷲峰恵賢 |
| 五代目   | 水原尭栄 |
| 六代目   | 大原智乗 |
| 七代目   | 堀田真快 |
| 八代目   | 亀位宣雄 |
| 九代目   | 添田隆俊 |
| 十代目   | 斉藤興隆 |
| 十一代目 | 稲葉義猛 |
| 十二代目 | 和田有玄 |
| 十三代目 | 松長有慶 |
| 十四代目 | 中西啓寳 |
| 十五代目 | 葛西光義 |
| 十六代目 | 酒井道淳 |